# Cuvée Jeun'homme
Cuvée Jeun'homme is een Belgisch artisanaal bier van hoge gisting.
Het bier wordt gebrouwen in Brouwerij De Leite te Ruddervoorde.
Het is een blond bier met een alcoholpercentage van 6,5%. Het bier werd tijdens vier maanden lagering op eiken wijnvaten aangezuurd door lactobacillen. Door het gebruik van vier hoppen en de dry hopping achteraf is een bitter-zuur bier ontstaan. Het etiket van de hand van Rik Vermeersch is gebaseerd op werk van José Vermeersch.